# باکستر (کالیفرنیا)
باکستر (به انگلیسی: Baxter) یک منطقهٔ مسکونی در ایالات متحده آمریکا است که در شهرستان پلاسر، کالیفرنیا واقع شده‌است. باکستر ۱٬۱۸۶ متر بالاتر از سطح دریا واقع شده‌است.